# Grant Bluett
Grant Bluett ist ein ehemaliger australischer Orientierungsläufer. 2001 gewann er bei den World Games eine Goldmedaille im Einzellauf.
Nach der Teilnahme bei den Junioren-Weltmeisterschaften 1992 in Jyväskylä lief er 1993 erstmals bei den Weltmeisterschaften der Elite. 1999 wurde er in der Gesamtwertung der Park World Tour Dritter hinter dem Dänen Allan Mogensen und dem Tschechen Rudolf Ropek. Die größten Erfolge stellten sich nach der Jahrtausendwende ein, als er bei den Weltmeisterschaften 2001 und 2003 die Plätze elf und acht im Sprint erreichte und mit der Staffel, unter anderem mit Troy de Haas, Sechster wurde. Bei den World Games 2001 schaffte er den größten Triumph seiner Karriere. Im Mitteldistanzrennen gewann er mit rund 38 Sekunden Vorsprung auf Tore Sandvik aus Norwegen die Goldmedaille. Die australische Mixed-Staffel erreichte außerdem einen fünften Platz, lediglich 15 Sekunde hinter den Bronzemedaillengewinnern aus Schweden. 2003 wurde er hinter Thierry Gueorgiou aus Frankreich Zweiter in der Gesamtwertung der Park World Tour.
Während seiner Karriere lebte Bluett sieben Jahre in Schweden und startete dort für die Vereine Strängnäs-Malmby OL und Malungs OK. Ende 2005 beendete Bluett seine internationale Karriere. Er startete aber danach weiterhin bei Läufen in Australien und wurde so 2011 ozeanischer Meister im Sprint.

## Platzierungen
| Weltmeisterschaften | Sprint | Mittel | Lang | Staffel |
| ------------------- | ------ | ------ | ---- | ------- |
| 1993 West Point     |        |        |      | 11.     |
| 1995 Detmold        |        | 35.    | 57.  | 11.     |
| 1997 Grimstad       |        | 28.    | dsq  | 11.     |
| 1999 Inverness      |        |        |      | 10.     |
| 2001 Tampere        | 11.    | 30.    | 17.  | 6.      |
| 2003 Rapperswil     | 8.     | 47.    |      | 9.      |
| 2004 Västerås       | 18.    | 17.    | nq   | 10.     |
| 2005 Aichi          | 28.    |        | nq   | 15.     |

| World Games   | Sprint | Mittel | Staffel |
| ------------- | ------ | ------ | ------- |
| 2001 Akita    |        | 1.     | 5.      |
| 2005 Duisburg |        | 12.    | 13.     |

| Junioren-WM    | Sprint | Mittel | Lang | Staffel |
| -------------- | ------ | ------ | ---- | ------- |
| 1992 Jyväskylä |        | 19.    | 15.  | 11.     |

| Gesamt-Weltcup | Gesamt-Weltcup |
| -------------- | -------------- |
| 1994           | 65.            |
| 1996           | 41.            |
| 1998           | 30.            |
| 2000           | 56.            |
| 2002           | 44.            |
| 2004           | 39.            |
| 2005           | 95.            |